# Meinhard von Gerkan
Meinhard von Gerkan (Riga, 1935. január 3. – Hamburg, 2022. november 30.) német építész.

## Életpályája
Balti-német családból származott. Apja 1942-ben katonaként halt meg a keleti fronton, a második világháború idején. Anyja nem sokkal azután halt meg, amikor elmenekültek Posenből.
Először Hamburgban tanult jogot és fizikát, majd úgy döntött, hogy építészetet tanul Berlinben. 1964-ben építészmérnöki diplomát szerzett a Braunschweigi Műszaki Egyetemen.
1965-ben megalapította a Gerkan, Marg und Partner irodai társaságát.

## Munkái
- Neues Tempodrom Berlin
- Stadthalle Bielefeld
- Flughafen Stuttgart Terminal 1, 2 und 3
- Hotel am Hillmannplatz  Brémaban (1985)
- Parkhaus Hillmannplatz Brémaban (1985)
- Musik- und Kongresshalle Lübeck
- Germanischer Lloyd Hamburg
- Deutsch-Japanisches Zentrum Hamburg
- Jumbohalle Flughafen Hamburg in Hamburg-Fuhlsbüttel
- Innendesign des Zuges Metropolitan
- Berliner Hauptbahnhof
- Hamburger Flughafen
- Flughafen Tegel
- Seremetyjevói nemzetközi repülőtér
- Christus-Pavillon Volkenroda
- Spielbank Bad Steben
- Lingang New City(wd) Putung, Kína
- Flughafen Berlin Brandenburg Willy Brandt (BER), Berlin
- Kínai Nemzeti Múzeum(wd), Peking, Kína
- Tiencsin Nyugati pályaudvar, Kína
- Hanoi Museum, Hanoi, Vietnam[9]
- Hamburgi Műszaki Egyetem(wd) főépülete[10]

## Képtár

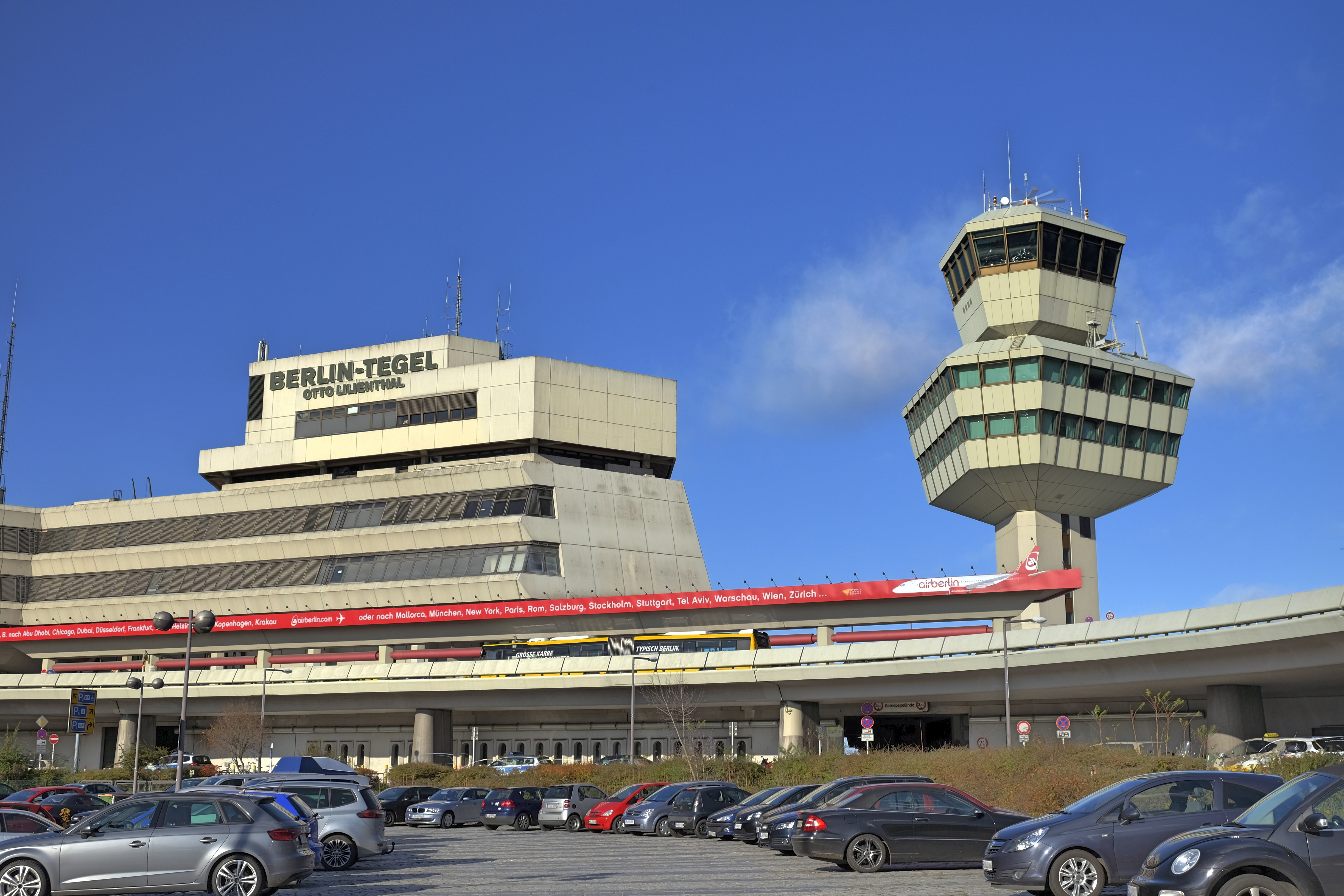
Flughafen Berlin-Tegel
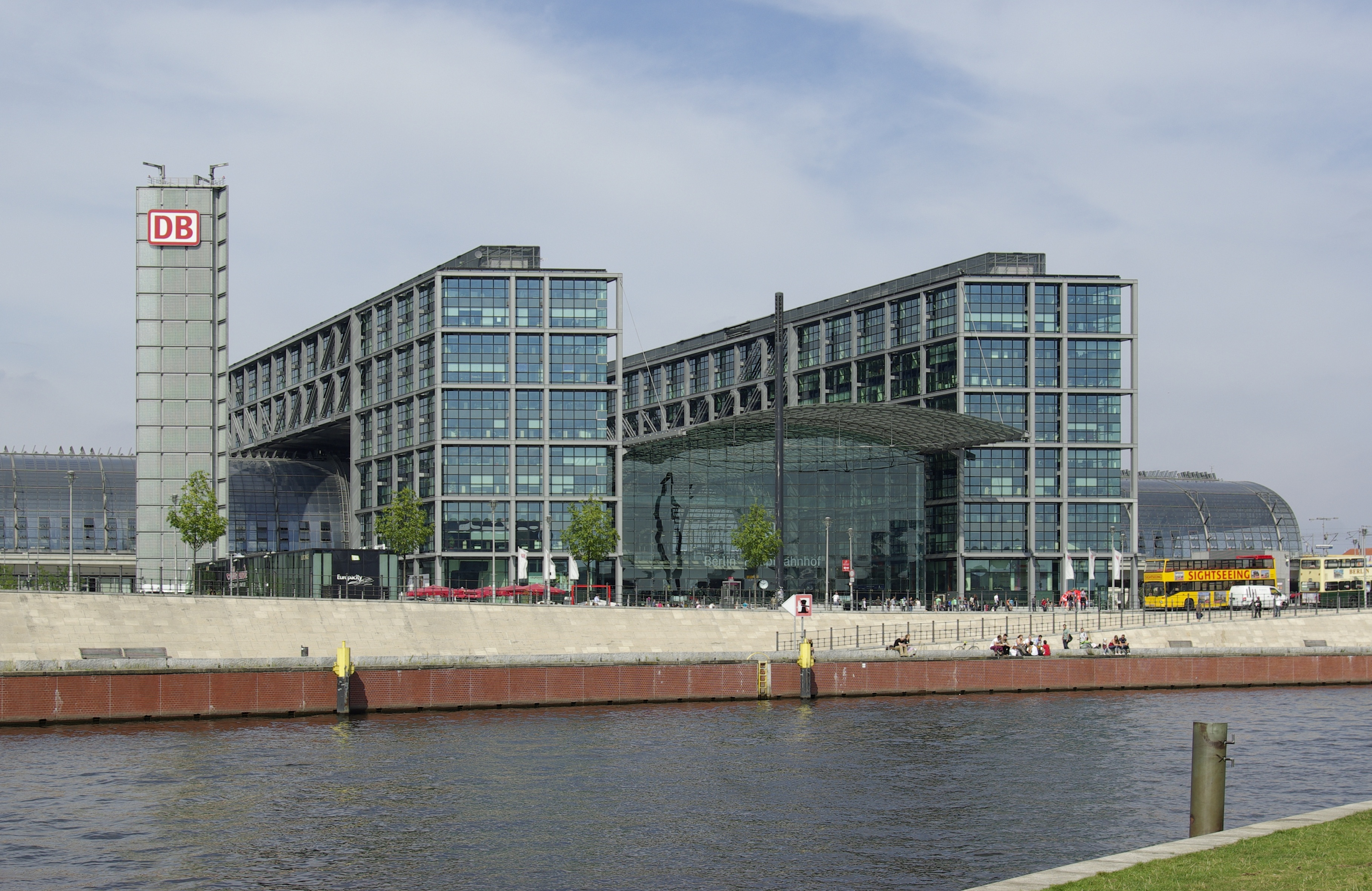
Berlin Hauptbahnhof
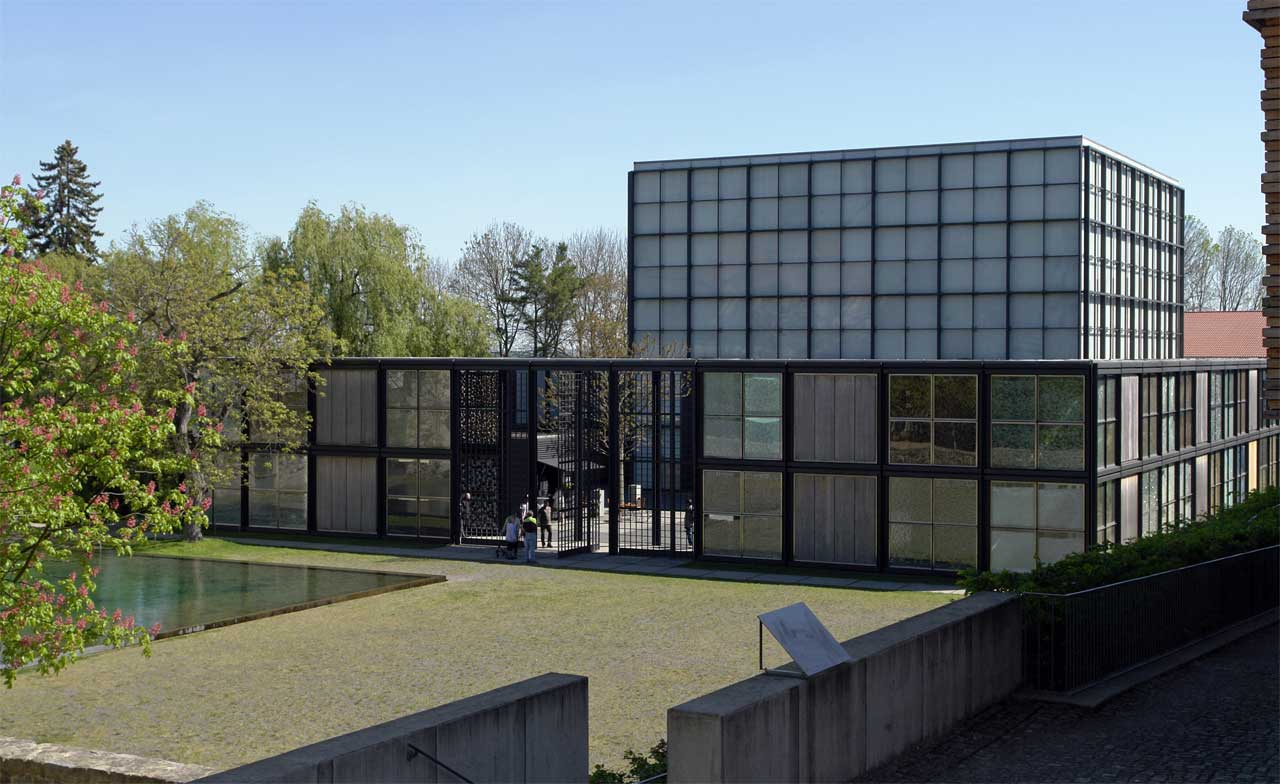
Christus-Pavillon
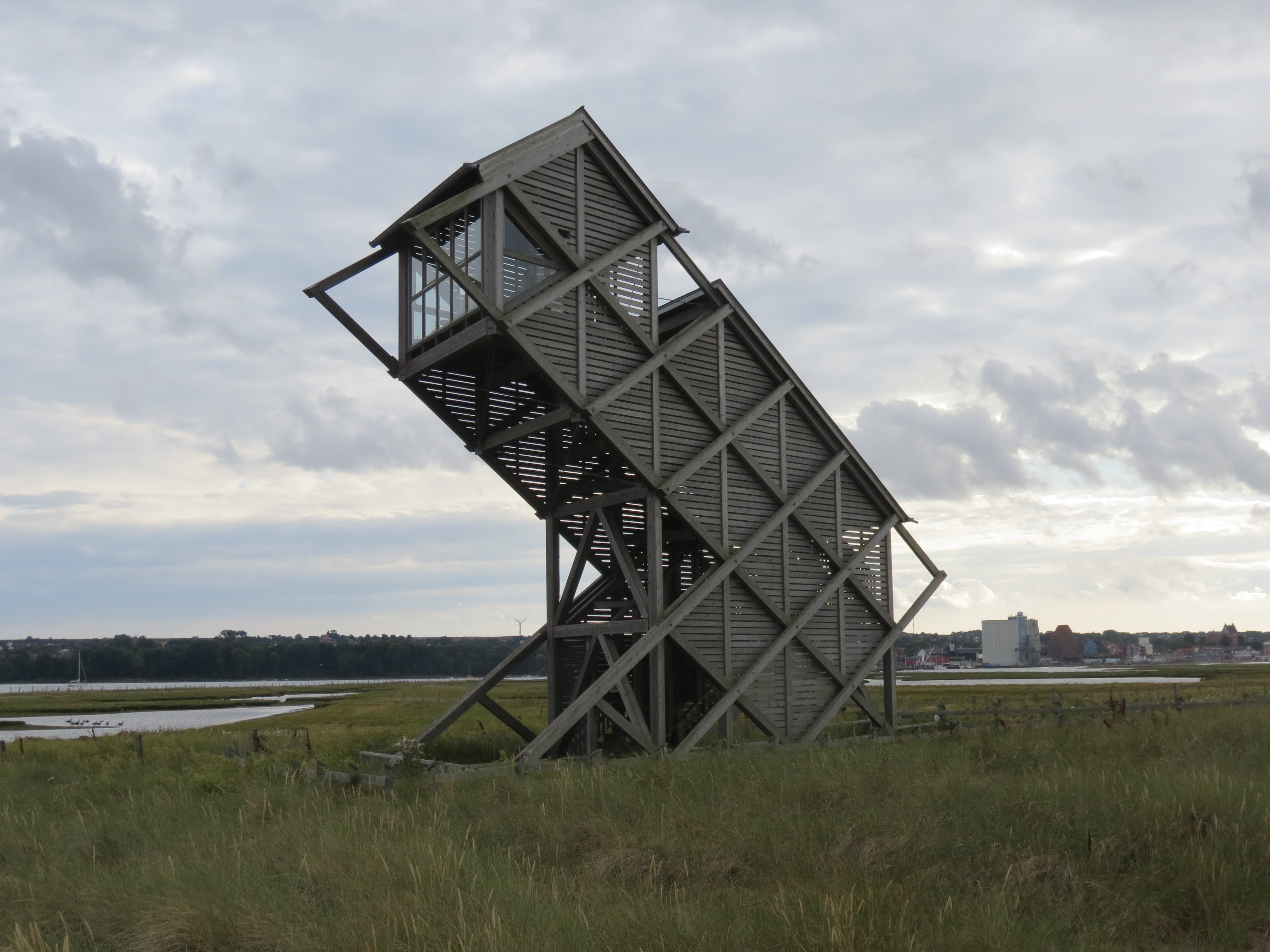
Vogelbeobachtungsturm auf dem Graswarder
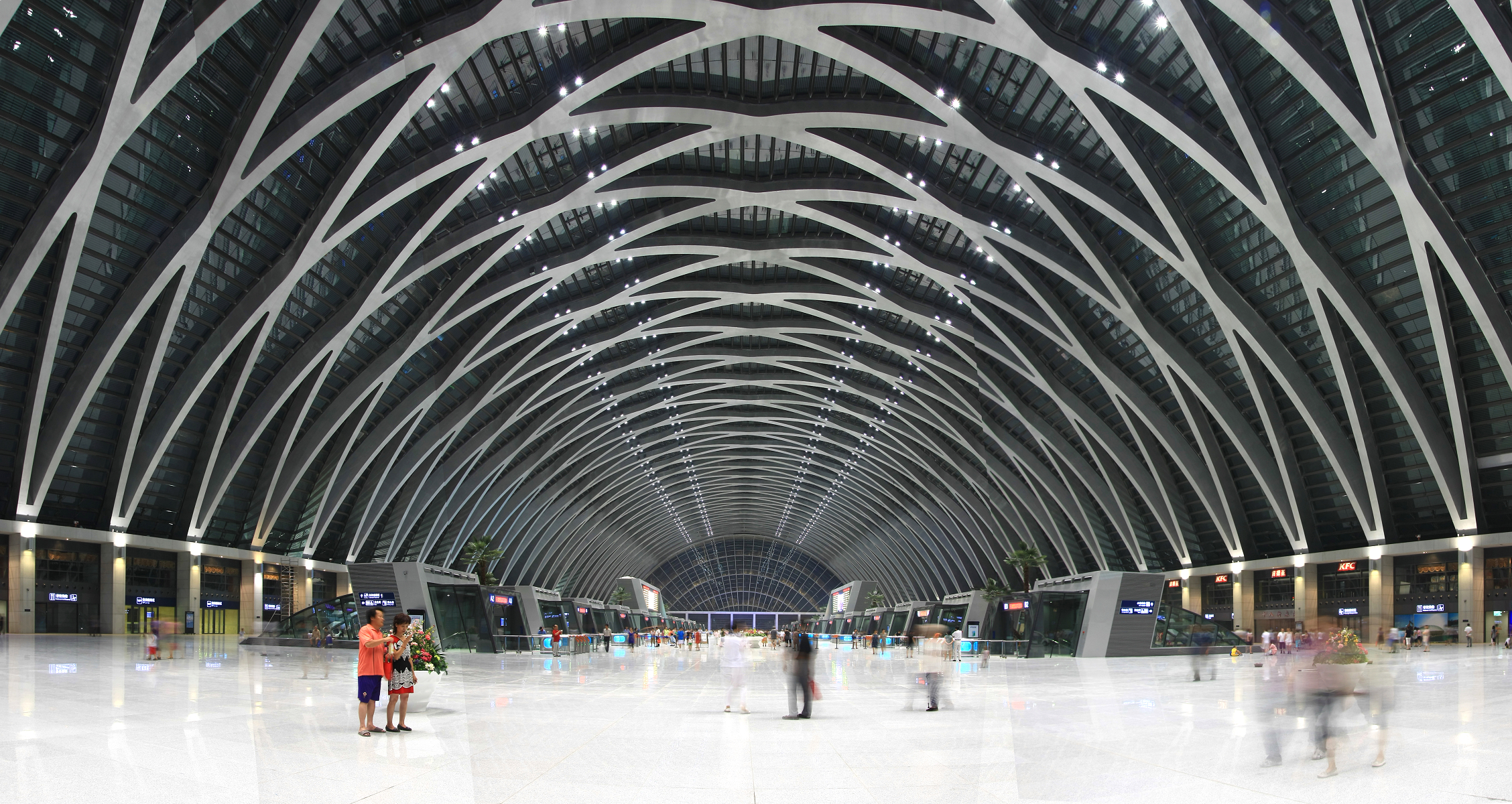
Tiencsin Nyugati pályaudvar
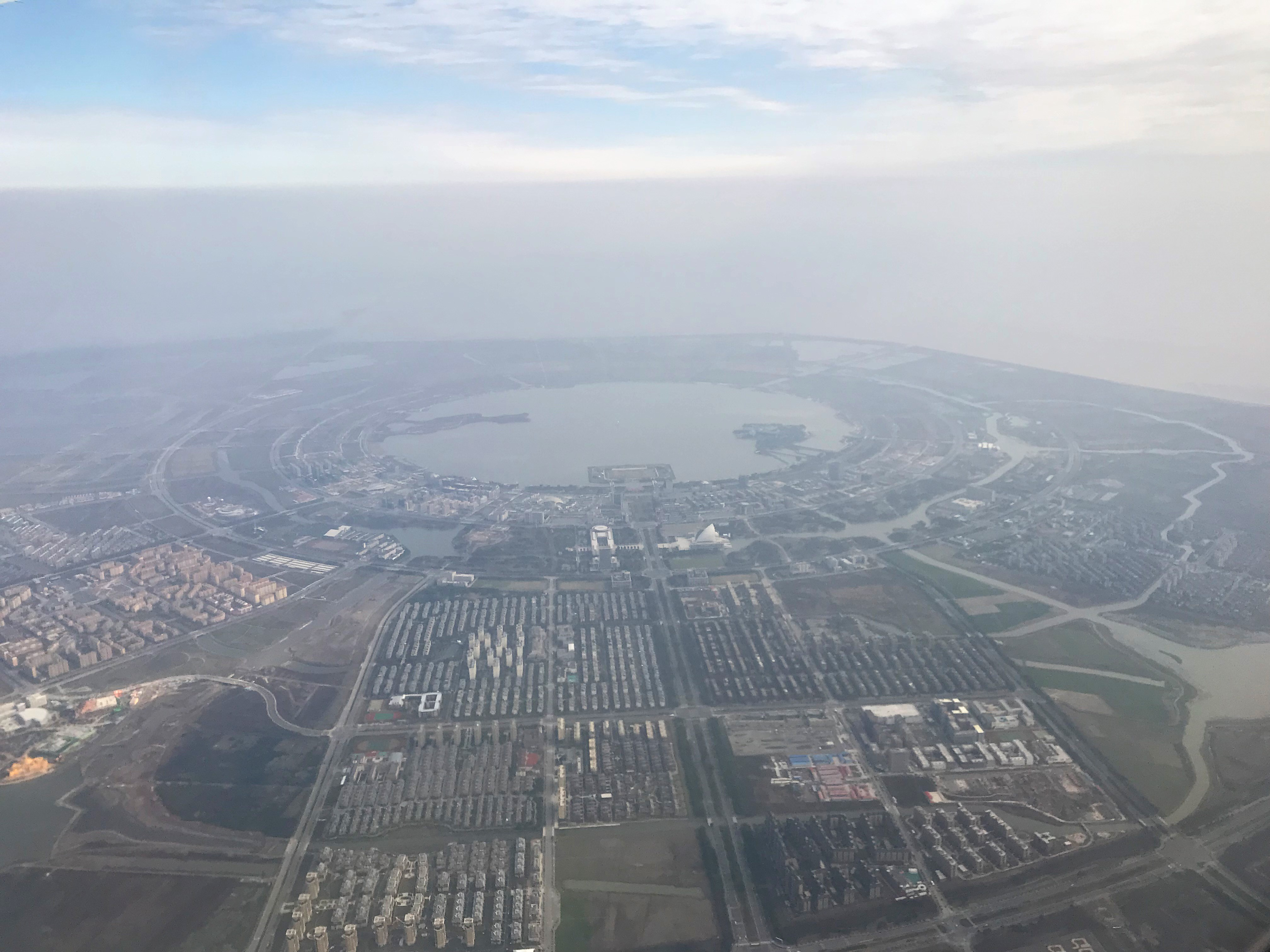
Lingang New City

## Írásai
- Die Verantwortung des Architekten. Bedingungen für die gebaute Umwelt. Deutsche Verlags-Anstalt, Stuttgart 1982, ISBN 3-421-02584-3
- Alltagsarchitektur: Gestalt und Ungestalt. Bauverlag, Wiesbaden, Berlin 1987, ISBN 3-7625-2449-1
- Architektur im Dialog. Texte zur Architekturpraxis. Ernst & Sohn, Berlin 1995, ISBN 3-433-02881-8
- Black Box BER. Vom Flughafen Berlin Brandenburg und anderen Großbaustellen. Wie Deutschland seine Zukunft verbaut. Quadriga, Berlin 2013, ISBN 978-3-86995-060-0

## Fordítás
- Ez a szócikk részben vagy egészben  a   Meinhard von Gerkan című német Wikipédia-szócikk fordításán alapul.  Az eredeti cikk szerkesztőit annak laptörténete sorolja fel. Ez a jelzés csupán a megfogalmazás eredetét és a szerzői jogokat jelzi, nem szolgál a cikkben szereplő információk forrásmegjelöléseként.